# NK Izola
Nogometni Klub (NK) Izola – słoweński klub piłkarski z siedzibą w mieście Izola, działający w latach 1923–1996, grający niegdyś w pierwszej lidze słoweńskiej.

## Historia
Klub został założony w 1923 roku. W 1991 roku klub wystąpił w historycznym pierwszym w historii sezonie po uzyskaniu niepodległości przez Słowenię. W sezonie 1991/1992 zajął 3. miejsce za Olimpiją Lublana i Mariborem Branik. W sezonie 1992/1993 klub wystąpił w 1/32 finału Pucharu UEFA. Odpadł jednak po dwumeczu z Benfiką, przegrywając 0:3 w Lizbonie i 0:5 u siebie. W pierwszej lidze słoweńskiej klub grał do 1996 roku. Sezon 1995/1996 był jego ostatnim. Zespół zajął ostatnie 10. miejsce w lidze wygrywając jeden mecz na 36 w sezonie. Po sezonie klub został zlikwidowany z powodu kłopotów finansowych, a w jego miejsce założono MNK Izola, który rozpoczął rozgrywki w niższych ligach.

## Stadion

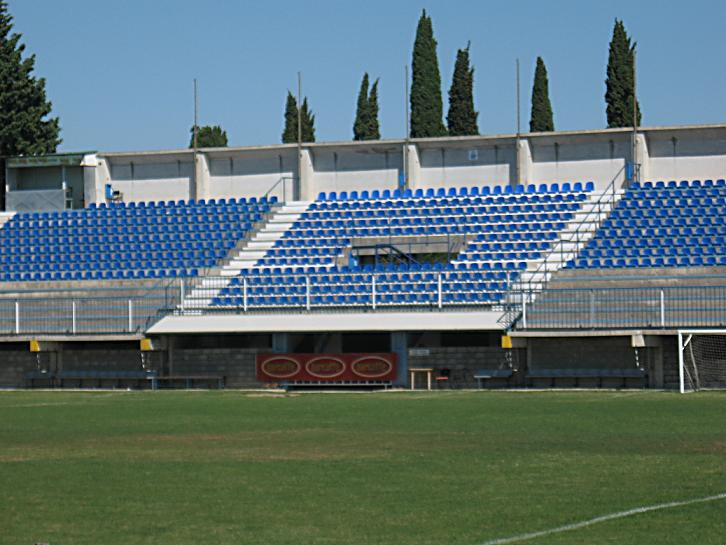
Mestni stadion w Izoli, na którym swoje mecze rozgrywał NK Izola.

Domowe mecze klub rozgrywał na Mestnim stadionie, który mógł pomieścić 6729 widzów.

## Historyczne nazwy
- 1923 NK Izola
- 1991 NK Belvedur Izola
- 1994 NK Izola

## Historia występów w pierwszej lidze
| Sezon     | Pozycja      | M  | Pkt. | Z  | R  | P  | GZ | GS  |
| --------- | ------------ | -- | ---- | -- | -- | -- | -- | --- |
| 1991/1992 | 3.           | 40 | 56   | 22 | 12 | 6  | 62 | 26  |
| 1992/1993 | 13.          | 34 | 30   | 10 | 10 | 14 | 45 | 46  |
| 1993/1994 | 10.          | 30 | 26   | 9  | 8  | 13 | 45 | 51  |
| 1994/1995 | 13.          | 30 | 20   | 7  | 6  | 17 | 30 | 73  |
| 1995/1996 | 10. (spadek) | 36 | 8    | 1  | 5  | 30 | 13 | 140 |

## Europejskie puchary
Legenda do wszystkich tabel:
- Q – runda eliminacyjna, 1/16, 1/8, 1/4, 1/2 – odpowiednia faza rozgrywek, Grupa – runda grupowa, 1r gr – pierwsza runda grupowa, 2r gr – druga runda grupowa, F – finał, R – runda, PO – play-off
- k. – rzuty karne, los. – losowanie, Dogr. – dogrywka, w. – zasada bramek strzelonych na wyjeździe

| Sezon   | Rozgrywki   | Runda | Przeciwnik | Dom | Wyjazd | Ogólnie |
| ------- | ----------- | ----- | ---------- | --- | ------ | ------- |
| 1992/93 | Puchar UEFA | 1R    | SL Benfica | 0–5 | 0–3    | 0–8     |

## Sukcesy
- III liga jugosłowiańska
  - mistrzostwo (1): 1989/1990
  - wicemistrzostwo (4): 1978/1979, 1981/1982, 1982/1983, 1988/1989

## Reprezentanci kraju grający w klubie
Stan na wrzesień 2015.
| - Boško Boškovič - Dejan Djuranovič - Davor Perkat - Mladen Rudonja | - Amir Ružnič - Peter Tosič - Anton Žlogar |